# Liste der Baudenkmale in Rubenow
In der Liste der Baudenkmale in Rubenow sind alle denkmalgeschützten Bauten der Gemeinde Rubenow (Mecklenburg-Vorpommern) und ihrer Ortsteile aufgelistet. Grundlage ist die Veröffentlichung der Denkmalliste des Landkreises Ostvorpommern mit dem Stand vom 30. Dezember 1996. 

## Baudenkmale nach Ortsteilen

### Rubenow
| ID | Lage           | Bezeichnung                                                                          | Beschreibung | Bild |
| -- | -------------- | ------------------------------------------------------------------------------------ | ------------ | ---- |
|    | Dorfanger      | Straßenpflasterung                                                                   |              |      |
|    | ehem. Dorfkrug | Saalanbau                                                                            |              |      |
|    | (Karte)        | Friedhof, Umfassungsmauer mit Toranlage, Glockenstuhl, hist. Grabzeichen und -gitter |              |      |
|    | Dorfstraße     | Scheune                                                                              |              |      |
|    | Hauptstraße    | Scheune                                                                              |              |      |

## Quelle
- Bericht über die Erstellung der Denkmallisten sowie über die Verwaltungspraxis bei der Benachrichtigung der Eigentümer und Gemeinden sowie über die Handhabung von Änderungswünschen (Stand: Juni 1997; PDF, 934 kB)